# Saison 8 de The Office
Chronologie
Saison 7 Saison 9
La huitième saison de The Office, comédie télévisée américaine créée par Ricky Gervais et Stephen Merchant, est diffusée du 22 septembre 2011 au 10 mai 2012 aux États-Unis sur NBC. La saison comporte 24 épisodes.
Adaptation américaine développée par Greg Daniels de la série télévisée britannique du même nom, The Office met en scène sous forme de documenteur le quotidien d'employés de bureau de l'entreprise de papier fictive Dunder Mifflin, située à Scranton en Pennsylvanie. Les acteurs principaux sont Rainn Wilson, John Krasinski, Jenna Fischer, B. J. Novak, Ed Helms et James Spader. Les seconds rôles sont interprétés par Catherine Tate, Leslie David Baker, Brian Baumgartner, Creed Bratton, Kate Flannery, Mindy Kaling, Ellie Kemper, Angela Kinsey, Paul Lieberstein, Oscar Nuñez, Craig Robinson, Phyllis Smith et Zach Woods. C'est la première saison sans Steve Carell dans le rôle principal de Michael Scott et la seule à ne pas présenter le personnage à l'écran, bien qu'il soit occasionnellement mentionné.
La huitième saison est largement centrée sur l'ascension d'Andy Bernard (Ed Helms) au poste de directeur régional, ainsi que sur les frasques de Robert California (James Spader), le nouveau PDG de Sabre, une société spécialisée dans la fabrication d'imprimantes qui possède Dunder Mifflin. Au milieu de la saison, Dwight Schrute (Rainn Wilson) — ainsi que Jim Halpert (John Krasinski), Stanley Hudson (Leslie David Baker), Ryan Howard (B. J. Novak), Erin Hannon (Ellie Kemper) et Cathy Simms (Lindsey Broad) — se rendent en Floride pour aider à installer un magasin Sabre, où Nellie Bertram (Catherine Tate) est présentée. Finalement, l'ancien directeur financier de Dunder Mifflin, David Wallace (Andy Buckley), rachète l'entreprise et licencie California.
Malgré un début de saison correct, le départ de Carell affecte grandement les audiences de la série, qui chutent au fil de la saison. La saison se classe au 87e rang des séries télévisées les plus regardées au cours de la saison télévisuelle 2011-2012 aux États-Unis et connaît une baisse d'audience spectaculaire par rapport à la saison précédente. Les critiques sont très partagées. Nombre d'entre eux estiment que la série aurait dû se terminer après le départ de Carell et que la huitième saison recycle des intrigues d'épisodes précédents. D'autres sont plus positifs, complimentant les différents acteurs et leurs personnages. C'est la première fois depuis la première saison que la série n'est pas nommée aux Emmy Awards.

## Synopsis
La série met en scène le quotidien des employés de bureau d'une société de vente de papier, Dunder Mifflin, à Scranton en Pennsylvanie, au travers de personnages hétérogènes et des relations, amitiés, amours et événements de leur vie.

## Distribution

### Acteurs principaux
- Rainn Wilson (VF : Philippe Siboulet) : Dwight Schrute, le représentant commercial le plus performant du bureau, inspiré de Gareth Keenan[2].
- John Krasinski (VF : Stéphane Pouplard) : Jim Halpert, un représentant commercial farceur, inspiré de Tim Canterbury. Il est amoureux de sa femme et de la mère de son enfant Pam Beesly, ancienne réceptionniste de la succursale de Dunder Mifflin à Scranton et aujourd'hui représentante des ventes[3].
- Jenna Fischer (VF : Amélie Gonin) : Pam Beesly, basée sur Dawn Tinsley. Bien que timide, elle est souvent de mèche avec son mari Jim pour faire des farces à Dwight[4]. Elle est enceinte pendant les premiers épisodes de la saison et puis part au milieu de la saison.
- B. J. Novak (VF : Thibaut Belfodil) : Ryan Howard, un stagiaire basé sur les personnages de Ricky Howard et Neil Godwin.
- Ed Helms (VF : Olivier Cordina) : Andy Bernard, le directeur nouvellement promu — qui était avant un vendeur — et ancien élève vaniteux de l'Université Cornell dont l'amour pour la musique a cappella et les compétences sociales maladroites génèrent des sentiments mitigés de la part de ses employés[5]. Andy n'a pas d'équivalent dans la série britannique.
- James Spader (VF : Pierre-François Pistorio) : Robert California, le PDG excentrique de Sabre. Spader reprend son rôle d'invité de la septième saison, et devient un acteur régulier remplaçant le personnage de Kathy Bates[6].

### Acteurs secondaires
- Catherine Tate (VF : Danièle Douet) : Nellie Bertram, la présidente des projets spéciaux de Sabre, qui usurpe ensuite le rôle d'Andy en tant que directeur régional.
- Leslie David Baker (VF : Bruno Henry) : Stanley Hudson, un vendeur grincheux.
- Brian Baumgartner (VF : Yves-Henri Salerne) : Kevin Malone, un comptable simple d'esprit.
- Creed Bratton (VF : Frédéric Cerdal) : Creed Bratton, le responsable mystérieux de l'assurance qualité du bureau.
- Kate Flannery (VF : Marie-Christine Robert) : Meredith Palmer, représentante des relations d'approvisionnement alcoolique et désinhibée.
- Mindy Kaling (VF : Audrey Sablé) : Kelly Kapoor, la représentante du service clientèle obsédée par la culture pop.
- Ellie Kemper (VF : Lydia Cherton) : Erin Hannon, la réceptionniste et le nouvel amour d'Andy.
- Angela Kinsey (VF : Josy Bernard) : Angela Martin, une comptable autoritaire amoureuse de Dwight.
- Paul Lieberstein (VF : Martin Brieuc) : Toby Flenderson, représentant des ressources humaines.
- Oscar Nuñez (VF : Tony Joudrier) : Oscar Martinez, un comptable intelligent.
- Craig Robinson (VF : Pascal Vilmen) : Darryl Philbin, responsable de l'entrepôt.
- Phyllis Smith (VF : Marie-Martine) : Phyllis Lapin, une vendeuse timide et sympathique.
- Zach Woods (VF : Benjamin Pascal) : Gabe Lewis, directeur des ventes de Sabre.

### Acteurs récurrents
- Cody Horn : Jordan Garfield, un assistant engagé par Deangelo.
- Mark Proksch : Nate Nickerson, ouvrier dans un entrepôt.
- Ameenah Kaplan (VF : Pénélope Perdereau) : Val Johnson, une employée de l'entrepôt et l'amoureuse de Darryl.
- Hugh Dane (VF : Richard Leroussel) : Hank Tate, le gardien de l'immeuble.
- Lindsey Broad : Cathy Simms, une employée temporaire.
- Eleanor Seigler : Jessica, la petite amie d'Andy.
- Jack Coleman (VF : Pascal Germain) : Robert Lipton, sénateur d'État et nouveau petit ami d'Angela.
- David Koechner (VF : Fabrice Lelyon) : Todd Packer, un vendeur itinérant grossier et offensif, qui travaille maintenant en Floride après que Dwight et Jim ont essayé de le faire virer.
- Georgia Engel : Irène, une vieille femme de Floride.
- Andy Buckley (VF : Jacques Faugeron) : David Wallace, l'ancien directeur financier de Dunder Mifflin.

### Invités notables
- Stephen Collins (VF : Jean-Luc Kayser) : Walter Bernard Sr., le père d'Andy.
- Josh Groban : Walter Bernard Jr., le frère d'Andy.
- Dee Wallace : Ellen Bernard, la mère d'Andy.
- Maura Tierney : Susan California, l'épouse de Robert.
- Brett Gelman : un magicien anonyme que Pam engage pour la fête de bienvenue de Nellie.
- Sendhil Ramamurthy (VF : Bruno Forget) : Ravi, un chirurgien pédiatrique et le nouveau petit ami de Kelly.
- Chris Bauer : Harry Jannerone, un vendeur de la succursale de Syracuse.
- Dan Castellaneta (VF : Michel Voletti) : M. Ramish, le PDG de Prestige Direct.

 Source et légende : version française (VF) sur RS Doublage et Allodoublage.

## Production
La huitième saison de The Office est produite par Reveille Productions et Deedle-Dee Productions, en association avec NBC Universal Television Studios. La série est basée sur la série britannique du même nom créée par Ricky Gervais et Stephen Merchant, tous deux producteurs délégués des versions américaine et britannique. Cette saison de The Office est produite par Greg Daniels et Paul Lieberstein, ce dernier en étant le show runner. Parmi les scénaristes de la saison précédente, on retrouve Lieberstein, Charlie Grandy, Justin Spitzer, Carrie Kemper, Daniel Chun, Robert Padnick, Aaron Shure, Steve Hely, Amelie Gillette, Mindy Kaling et B. J. Novak ; ces deux derniers sont également crédités en tant que producteurs délégués,. Il était incertain si Mindy Kaling allait continuer à écrire pour la série après la septième saison. Mindy Kaling confirme finalement via sa page Twitter qu'elle va écrire l'épisode sur le thème de Noël intitulé Vœux de Noël. Trois nouveaux scénaristes rejoignent l'équipe à partir de la huitième saison : Owen Ellickson, Allison Silverman et Dan Greaney. La saison voit également les débuts des acteurs Ed Helms et Brian Baumgartner à la réalisation ; Helms réalise l'épisode Vœux de Noël, tandis que Baumgartner réalise L'After.
La série est renouvelée pour une huitième saison le 17 mars 2011, le tournage commence le 25 juillet 2011, et se conclut le 9 mars 2012. La grossesse de Jenna Fischer est incluse dans la série : pour correspondre à la vie réelle, le personnage de Pam est à nouveau enceinte d'un garçon au début de la saison. Contrairement à la sixième saison, il n'y a pas d'épisode centré sur la naissance du bébé ; elle est seulement annoncée sur un blog. Dans une interview, le producteur délégué Lieberstein indique qu'avec le départ de Michael Scott, les scénaristes vont explorer davantage les autres personnages de la série. Ils pourraient par exemple se focaliser sur un personnage spécifique le temps d'un épisode. Le 25 janvier 2012, il est révélé que NBC prévoit de lancer une série dérivée avec Rainn Wilson dans le rôle de Dwight Schrute. Son action se déroule à Schrute Farms, le gîte touristique et la ferme de betteraves de Dwight. Cette série dérivée doit être créée par Wilson et le producteur délégué Paul Lieberstein, mais le créateur de The Office Greg Daniels n'y est pas impliqué. Le 29 octobre 2012, il est annoncé que NBC ne donnera pas suite au projet de spin-off, bien que le pilote original, La Ferme, a été diffusé plus tard dans la neuvième saison.

### Distribution des rôles
Cody Horn, qui incarne Jordan Garfield dans la septième saison, doit initialement devenir un personnage récurrent de cette saison, mais elle ne revient finalement pas. La huitième saison introduit plusieurs nouveaux personnages. Stephen Collins, Dee Wallace et Josh Groban sont choisis pour incarner respectivement le père, la mère et le frère d'Andy. Ils apparaissent dans l'épisode La Garden Party,. Entre l'épisode La Vérité, tu avoueras et Dernier Jour en Floride, Lindsey Broad constitue une actrice récurrente dans le rôle de Cathy Simms. Il s'agit de la remplaçante temporaire de Pam pendant son congé de maternité ; elle reste une employée de la société après le retour de Pam pendant un certain temps. Maura Tierney est présente dans l'épisode Madame California, dans le rôle de la femme de California. Catherine Tate reprend son rôle de Nellie Bertram, dans le cadre d'un arc narratif qui débute avec l'épisode Tallahassee. Malgré des rumeurs selon lesquelles elle allait entretenir une relation amoureuse avec Robert au cours de la saison,, cela ne s'est jamais produit. Deux scénaristes de la série comique d'animation Les Simpson, Matt Selman et Matt Warburton, font une apparition dans l'épisode L'Inauguration, écrit par Kaling. L'acteur des Simpson, Dan Castellaneta, apparaît quant à lui dans l'épisode Andy la Menace. Bien qu'il ait été initialement annoncé que la saison présenterait « l'autre fille de Stanley Hudson et un nouvel homme dans le département de la comptabilité »,, ces nouveaux personnages ne sont jamais apparus.
Au moment de sa production, la huitième saison de The Office marque la dernière année où certains acteurs — notamment Helms, Fischer, Novak et Krasinski — sont encore engagés pour la série, leurs contrats expirant à la fin de la saison ; cela donne lieu à certaines spéculations selon lesquelles plusieurs membres de la distribution principale quitteraient la série après cette saison. La huitième saison est la dernière où Novak fait partie des acteurs réguliers de la série, bien qu'il apparaisse à plusieurs reprises dans la neuvième saison. C'est également la dernière saison complète de Kaling, qui se concentre sur sa série The Mindy Project dont le pilote a été repris par la Fox. Le 28 février 2012, il est annoncé que Spader ne va pas revenir pas pour la neuvième saison de la série. Il y a alors une rumeur indiquant qu'après la huitième saison, Daniels voudrait rebooter la série en raison des départs possibles de certains acteurs principaux. Un nouvel accord est finalement négocié avec NBC, et tous les membres principaux de la distribution, à l'exception de Spader, Novak et Kaling, reviennent pour la neuvième saison. Néanmoins, de nouveaux personnages sont intégrés pour un « mini reboot ». NBC annonce également que Catherine Tate va devenir une actrice régulière de la série,.

## Accueil

### Audiences

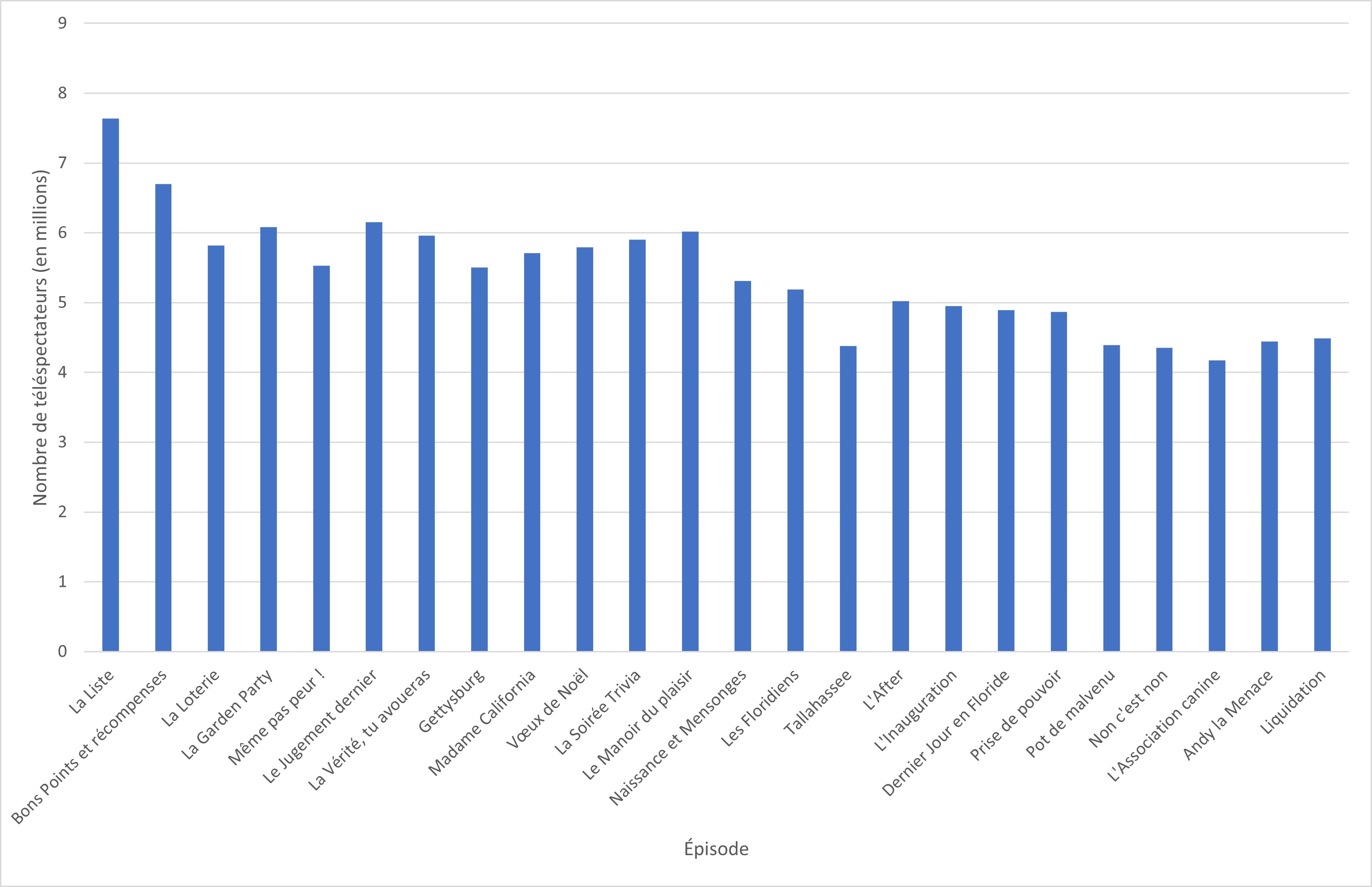
Audiences de la huitième saison de The Office aux États-Unis.

La série est diffusée le jeudi à 21 h dans le cadre du bloc de programmes Comedy Night Done Right. Le premier épisode de la saison, La Liste, obtient une part de 3,9/10 % sur l'échelle de Nielsen parmi les téléspectateurs âgés de 18 à 49 ans. Cela signifie que 3,9 % des téléspectateurs âgés de 18 à 49 ans ont regardé l'épisode et que 10 % des téléspectateurs qui regardaient la télévision à ce moment-là l'ont regardé. L'épisode La Liste est l'épisode le mieux classé de la saison. Malgré cela, il enregistre la plus faible audience pour un premier épisode d'une saison de la série depuis son pilote. Le reste de la saison ne parvient pas à rassembler plus de sept millions de téléspectateurs. Le vingt-deuxième épisode, L'Association canine, n'est visionné que par 4,17 millions de téléspectateurs. Il constitue donc au moment de sa diffusion l'épisode de The Office le moins regardé de tous les temps, bien qu'il soit battu par plusieurs épisodes de la neuvième saison l'année suivante. L'épisode final de la saison, Liquidation, est visionné par 4,49 millions de téléspectateurs. Cela en fait l'épisode final le moins regardé de The Office, devant celui de la première saison, La Fille canon, qui a été visionné par 4,8 millions de téléspectateurs,. La baisse d'audience entraîne une baisse du prix de la publicité pour la série, avec un coût moyen de 178 840 dollars par publicité de 30 secondes. Malgré cela, l'émission reste l'une des émissions les plus regardées de NBC et se classe au premier rang des coûts publicitaires les plus élevés de toutes les séries scénarisées de NBC l'année de sa diffusion. Malgré la baisse de l'audience, Nielsen Soundscan annonce que The Office a augmenté d'environ 44 % son taux d'audience chez les 18-49 ans en prenant en compte le visionnage en différé, comme le DVR.
La saison se classe au 87e rang des séries télévisées les plus regardées au cours de la saison télévisuelle 2011-2012 aux États-Unis, avec une moyenne de 6,506 millions de téléspectateurs. La saison se classe également au 32e rang des séries télévisées les plus regardées dans la catégorie des 18-49 ans. Dans cette catégorie, la série est regardée par environ 4,376 millions de téléspectateurs par épisode et obtient une note de 3,42 et une part de 9 % chez les adultes âgés de 18 à 49 ans. Cela signifie qu'en moyenne, la saison est regardée par 3,42 % de tous les 18-49 ans et 9 % de tous les 18-49 ans qui regardent la télévision au moment de la diffusion.

### Critiques

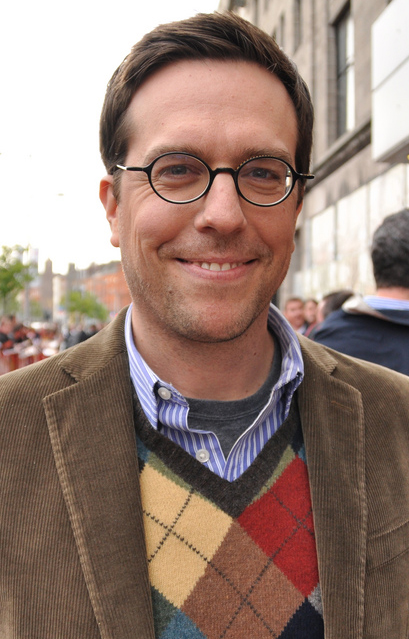
Ed Helms reçoit des critiques mitigées pour sa performance dans le rôle d'Andy Bernard.

La huitième saison de The Office reçoit des critiques mitigées. Certains critiques considèrent qu'elle reste toujours drôle, tandis que d'autres estiment que la série aurait dû s'arrêter après le départ de Steve Carell à la fin de la septième saison,. Myles McNutt, de The A.V. Club, critique le rôle de Robert California ; il s'agit selon lui d'un personnage qui se contente de « provoquer des réactions dans le récit au lieu de s'y impliquer réellement »,. Alan Sepinwall de HitFix critique la performance d'Ed Helms dans le rôle du directeur, le qualifiant de « version plus douce de Michael Scott »,. Il déplore aussi l'atténuation du caractère de Robert California par rapport à son rôle dans l'épisode final de la septième saison, Recherche directeur désespérément. Sepinwall exprime également sa déception devant la transformation apparente de nombreux personnages secondaires en de simples caricatures de leur ancienne personnalité. Il arrête de rédiger les critiques de la majorité des épisodes de la saison 8 à partir de La Vérité, tu avoueras, en raison de son dégoût pour la série. Le journaliste du Time James Poniewozik reproche également à la série d'avoir choisi Andy comme manager, soutenant que c'est plutôt Jim qui aurait dû obtenir le poste. Selon lui, cela aurait permis à la série d'être plus axée sur l'ensemble des personnages. Le magazine New York désigne Andy Bernard comme l'un des personnages de télévision les plus ennuyeux de l'année 2011. Au début de la diffusion de la saison, Matt Zoller Seitz, de Salon, rédige une critique dans laquelle il qualifie l'ère post-Michael Scott de The Office de « plus chaleureuse et plus réfléchie »,. Cependant, après la fin de la diffusion de la saison, Seitz signe une autre critique, où il précise : « Le fait est que la première saison de la série post-Steve Carell est une pagaille, parfois à la limite du désastre »,. McNutt accorde à la saison une note globale de « C », indiquant que le dernier épisode de la saison, Liquidation, est « une conclusion décourageante à la pire saison de la série, offrant peu d'optimisme pour soutenir notre enthousiasme déjà en baisse pendant les mois d'été »,.
Bret Fetzer d'Amazon écrit qu'« il est préférable d'aborder cette saison comme s'il s'agissait d'une toute nouvelle série »,. Il considère qu'il est injuste de comparer la qualité de cette saison à celle des saisons précédentes car « les sommets précédents de la série étaient si élevés »,. Il qualifie néanmoins la saison d'« inégale », car les épisodes oscillent entre mettre « Andy dans des situations à la Michael Scott » et « chercher de nouveaux angles sur la toile bien établie des conflits relationnels »,. Cette alternance entre les extrêmes permet toutefois aux épisodes de fonctionner « parfois »,. Hank Stuever, du Washington Post, désigne la série comme la dixième meilleure série de l'année 2011, louant en particulier la capacité des acteurs dans Madame California à fournir un humour grinçant sans Carell. TV Guide la place parmi les mentions honorables de sa liste des meilleures séries télévisées de 2011. Price Peterson de TV.com qualifie la série de « toujours l'une des meilleures séries télévisées » et affirme que, même si « la saison 8 n'était certainement pas la meilleure de la série », la saison « a introduit en douce des blagues vraiment géniales, de nouveaux personnages et des intrigues touchantes »,. Malgré les critiques peu enthousiastes reçues par de nombreux épisodes, de nombreux critiques saluent la performance d'Ellie Kemper dans le rôle d'Erin Hannon. McNutt souligne que « même si je n'étais pas satisfait de cet épisode ou d'un autre, Ellie Kemper a été formidable tout au long de la saison »,. De plus, la performance de Kemper dans les épisodes Même pas peur !,, Vœux de Noël, Le Manoir du plaisir et Les Floridiens, en particulier, est saluée par les critiques.
Rétrospectivement, de nombreux acteurs et membres de l'équipe de production considèrent que la saison n'est pas la meilleure de la série. Rainn Wilson estime que la saison a commis quelques erreurs « créatives » ; par exemple, il souligne que l'alchimie entre Spader et Helms était « un peu sombre » et que la série aurait dû opter pour une relation « plus lumineuse et plus énergique »,. Brian Baumgartner affirme que la série « est restée en statu quo [par rapport à l'année précédente], mais sans un élément clé » et qu'elle « n'a pas pris de décision ferme » sur la direction à prendre. Ben Silverman, l'un des producteurs de la série, explique que « la série n'avait pas le sens de l'objectif et de la focalisation » que la saison suivante aurait.

## Liste des épisodes

### Épisode 1:La Liste
- États-Unis : 22 septembre 2011[70]
- France : 21 février 2013[71]

### Épisode 2:Bons Points et récompenses
- États-Unis : 29 septembre 2011[70]
- France : 21 février 2013[71]

### Épisode 3:La Loterie
- États-Unis : 6 octobre 2011[70]
- France : 21 février 2013[71]

### Épisode 4:La Garden Party
- États-Unis : 13 octobre 2011[70]
- France : 28 février 2013[71]

### Épisode 5:Même pas peur!
- États-Unis : 27 octobre 2011[70]
- France : 28 février 2013[71]

Erin est chargée d'organiser la fête d'Halloween à laquelle participe Robert et son fils. Dwight sympathise avec celui-ci, et Andy réagit aux remarques de l'enfant en demandant que l'ambiance soit plus adulte. Erin pense d'abord qu'Andy veut la renvoyer mais rassurée, demande l'aide de Gabe, qu'elle sait grand amateur de films d'horreur. Jim et Pam débattent de l'existence des fantômes : Pam y croit et Jim refuse qu'elle transmette cela à leurs enfants. Les arrangements de Gabe sont si dérangeants que Robert force Andy et Erin à éclaircir la situation. Erin admet à demi-mot qu'elle a encore des sentiments pour Andy mais il fréquente une autre femme.

### Épisode 6:Le Jugement dernier
- États-Unis : 3 novembre 2011[70]
- France : 28 février 2013[71]

### Épisode 7:La Vérité, tu avoueras
- États-Unis : 10 novembre 2011[70]
- France : 7 mars 2013[71]

### Épisode 8:Gettysburg
- États-Unis : 17 novembre 2011[70]
- France : 7 mars 2013[71]

### Épisode 9:Madame California
- États-Unis : 1er décembre 2011[70]
- France : 7 mars 2013[71]

- Maura Tierney (Susan California)

### Épisode 10:Vœux de Noël
- États-Unis : 8 décembre 2011[70]
- France : 14 mars 2013[71]

### Épisode 11:La Soirée Trivia
- États-Unis : 12 janvier 2012[70]
- France : 14 mars 2013[71]

### Épisode 12:Le Manoir du plaisir
- États-Unis : 19 janvier 2012[70]
- France : 14 mars 2013[71]

### Épisode 13:Naissance et Mensonges
- États-Unis : 2 février 2012[70]
- France : 21 mars 2013[71]

### Épisode 14:Les Floridiens
- États-Unis : 9 février 2012[70]
- France : 21 mars 2013[71]

### Épisode 15:Tallahassee
- États-Unis : 16 février 2012[70]
- France : 28 mars 2013[71]

### Épisode 16:L'After
- États-Unis : 23 février 2012[70]
- France : 28 mars 2013[71]

### Épisode 17:L'Inauguration
- États-Unis : 1er mars 2012[70]
- France : 4 avril 2013[71]

### Épisode 18:Dernier Jour en Floride
- États-Unis : 8 mars 2012[70]
- France : 4 avril 2013[71]

### Épisode 19:Prise de pouvoir
- États-Unis : 15 mars 2012[70]
- France : 11 avril 2013[71]

### Épisode 20:Pot de malvenu
- États-Unis : 12 avril 2012[70]
- France : 11 avril 2013[71]

### Épisode 21:Non c'est non
- États-Unis : 19 avril 2012[70]
- France : 18 avril 2013[71]

### Épisode 22:L'Association canine
- États-Unis : 26 avril 2012[70]
- France : 18 avril 2013[71]

### Épisode 23:Andy la Menace
- États-Unis : 3 mai 2012[70]
- France : 25 avril 2013[71]

### Épisode 24:Liquidation
- États-Unis : 10 mai 2012[70]
- France : 25 avril 2013[71]

## Sortie en vidéo
| The Office: The Complete Eighth Season | | | | | | |
| Détails, | Détails, | Détails, | Détails, | Détails, | Caractéristiques, | Caractéristiques, |
| - 24 épisodes - Coffret de cinq disques - Aspect ratio 1.77:1 - Langues : - Anglais (Dolby Digital 5.1 Surround) - Sous-titres : - Anglais, Espagnol | - 24 épisodes - Coffret de cinq disques - Aspect ratio 1.77:1 - Langues : - Anglais (Dolby Digital 5.1 Surround) - Sous-titres : - Anglais, Espagnol | - 24 épisodes - Coffret de cinq disques - Aspect ratio 1.77:1 - Langues : - Anglais (Dolby Digital 5.1 Surround) - Sous-titres : - Anglais, Espagnol | - 24 épisodes - Coffret de cinq disques - Aspect ratio 1.77:1 - Langues : - Anglais (Dolby Digital 5.1 Surround) - Sous-titres : - Anglais, Espagnol | - 24 épisodes - Coffret de cinq disques - Aspect ratio 1.77:1 - Langues : - Anglais (Dolby Digital 5.1 Surround) - Sous-titres : - Anglais, Espagnol | - Scènes coupées de chaque épisode - Montage du producteur de : - Non c'est non - L'Association canine - Webisodes : « The Girl Next Door » - Bêtisier - Super Bowl XLVI | - Scènes coupées de chaque épisode - Montage du producteur de : - Non c'est non - L'Association canine - Webisodes : « The Girl Next Door » - Bêtisier - Super Bowl XLVI |
| Dates de sortie | | | | | | |
| Région 1 | Région 1 | Région 2 | Région 4 | Région 4 | Région A | Région A |
| 4 septembre 2012 | 4 septembre 2012 | 26 mars 2013 | 13 février 2013 (partie 1) 8 août 2013 (partie 2) | 13 février 2013 (partie 1) 8 août 2013 (partie 2) | 4 septembre 2012 | 4 septembre 2012 |

### Citations originales
1. ↑  (en) « other daughter and a new male addition to the accounting department ».
2. ↑  (en) « the narrative reacts to as opposed to something actually involved in the narrative ».
3. ↑  (en) « a softer version of Michael Scott ».
4. ↑  (en) « warmer and more reflective ».
5. ↑  (en) « Fact is, the show's first post-Steve Carell year has been a mess, at times bordering on a disaster ».
6. ↑  (en) « a disheartening conclusion to the show's worst season, offering little optimism to sustain our already dwindling enthusiasm over the summer months ».
7. ↑  (en) « it's best to approach this season as if it were a completely new series ».
8. ↑  (en) « the series' previous heights were so very high ».
9. ↑  (en) « uneven ».
10. ↑  (en) « Andy into Michael Scott-ish situations ».
11. ↑  (en) « seek[ing] out new angles on the well-established web of interpersonal conflicts ».
12. ↑  (en) « sometimes ».
13. ↑  (en) « still one of the best shows on TV ».
14. ↑  (en) « Season 8 definitely wasn't the show's best ».
15. ↑  (en) « sneaked in some genuinely great jokes, new characters, and affecting plotlines ».
16. ↑  (en) « regardless of how down I was on this or any other episode, Ellie Kemper really has been tremendous all season ».
17. ↑  (en) « creatively ».
18. ↑  (en) « a bit dark ».
19. ↑  (en) « brighter and more energized ».
20. ↑  (en) « stayed status quo [with the previous year], but without a key piece ».
21. ↑  (en) « didn't make a firm decision ».
22. ↑  (en) « it didn't have the sense of purpose and focus ».